# Wendy Carlos
Wendy Carlos (Pawtucket, 14 de novembre de 1939) és una compositora i intèrpret de música electrònica. Fou una de les grans innovadores que van popularitzar l'ús de sintetitzadors com a alternativa a l'orquestra. Té les titulacions superiors de música i de física, i ha dut a terme investigacions importants en la tecnologia electroacústica, col·laborant, per exemple, en el desenvolupament del sintetitzador Moog (amb l'enginyer Robert Moog). És considerada precursora del new age, l'ambient, el synthpop i altres músiques noves; també compon jazz i música clàssica. Molt popular per les seves adaptacions per a sintetitzador de peces de Bach, que van obtenir tres premis Grammy, i per les bandes sonores de pel·lícules de culte com La taronja mecànica, The Shining i Tron.

## Biografia

### 1939-1960
| « | Vaig tindre molta sort de néixer en l'época quan la música electronica era encara un nadó, i vaig esser allà per a ajudar a prendre alguns dels passos necessaris per a evolucionar i madurar el medi. | » |
| — Wendy Carlos, GRATTAROLA, Florencia. Wendy Carlos - Electronic Music Pioneer. Disponible a: https://medium.com/a-computer-of-ones-own/wendy-carlos-electronic-music-pioneer-9a795282bb8d | |   |

Va començar a rebre classes als 6 anys i posteriorment va guanyar el premi de la fira escolar de ciència de Westinghouse. Va estudiar en la Brown University amb Ron Nelson (AB 1962), aconseguint la titulació en física i música i, posteriorment, va estudiar a la Universitat de Colúmbia composició musical (MA 1965), estudiant amb pioners com Otto Luening, Besson o Vladimir Ussachevsky al primer centre de música electrònica dels Estats Units.

### 1960-1980
Posteriorment, en 1964, Wendy va treballar amb Robert Moog com a enginyera de so i en va establir un fort vincle, que va desembocar en ajudar, aconsellar i perfeccionar el sintetitzador Moog. Segons la pròpia Wendy:

| «                                                                                  | Bob Moog i jo érem de ments similars - ell tenia la brillantor d'un enginyer al darrere i jo tenia més aviat les habilitats de la interpretació orquestral típiques del compositor, però els dos parlàvem el llenguatge de l'altre. | » |
| — Wendy Carlos, GRATTAROLA, Florencia. Wendy Carlos - Electronic Music Pioneer.[3] | |   |

També va treballar juntament amb Rachel Elkind-Tourre, la qual fou la seva productora durant dotze anys, per a desenvolupar un mètode per a crear versions electròniques de sons orquestrals. Va ser llavors quan el sintetitzador va guanyar popularitat, fins que en 1968, estrena el seu disc Switched-on Bach, el qual va ser el primer disc de platí del món (vendre un milió de còpies) i va guanyar 3 premis Grammy. Wendy també es una intèrpret virtuosa de sintetitzador. La crítica fou molt positiva: Glenn Gould el va nomenar "l'àlbum de la dècada" i Connor Freff Cochran va dir que el considerava un dels deu enregistraments del segle.

### 1980-Actualitat
En 1980, Rachel Elkind-Tourre es muda a Europa amb el seu marit. Les relacions professionals de Wendy la porten a establir-se a Greenwich Village i es crearà un estudi en l'àtic, el qual és, segons Robert Moog, "una mostra de la constant atenció al detall de Wendy."
| « | Situant l'estudi en un angle de 45º respecte a l'eix més llarg de l'àtic, Wendy ha sigut capaç d'aconseguir una sala espaiosa, funcional, còmoda i visualment interessant amb propietats acústiques quasi òptimes, mentre trenca el que haguera sigut d'una altra forma una sala recta i llarga que uneix els dos finals d'un àtic de 33,5 metres de llargària. | » |
| — Robert Moog, R. Moog: ‘Wendy Carlos: New Directions for a Synthesizer Pioneer’, ‘The Soundtrack of TRON', Keyboard, 8/11 (1982), 51–7 | |   |

En 1984, Carlos produeix al voltant d'un centenar de rèpliques electròniques d'instruments acústics, les quals foren utilitzades en la primera orquestra sintetitzada digitalment per a l'àlbum Digital Moonscapes.
En 1986, Wendy comença a interessar-se per els diferents temperaments musicals i les escales alteratives, que aplicaria posteriorment a les seves composicions. Carlos també rep la seua popularitat per les seues col·laboracions amb Stanley Kubrick i Disney fent les seves Bandes Sonores Originals, com per exemple “La taronja mecànica (1971)”, “The Shining (1980)” o “TRON (1982)”
Actualment, Wendy ha donat conferències a la New York University, a la conferència d'àudio digital de l'Audio Engineering Society, la demostració del Dolby's NYC Surround Sound i altres conferències de música i àudio. És membre de l'Audio Engineering Society, la Society of Motion Picture and Television Engineers, i la National Academy of Recording Arts and Sciences. Carlos treballa amb diversos desenvolupadors de Macintosh incloient Mark of the Unicorn i Make Music, ha dissenyat fonts de text musical PostScript per a Casady & Greene i ha desenvolupat llibreries i temperaments per a Kurzweil/Young Chang.

## Obres

### Música escènica
- Noah (op), 1964–5

### Electrònica + orquesta
- Timesteps, synth, 1970
- La taronja mecànica (film score), synth, 1971
- Sonic Seasonings, synth, electrònica, 1971
- Pompous Circumstances, synth/orq, 1974–5
- The Shining (film score), synth, electrònica, orq, 1978–80
- Variacions de Dies irae, orq, 1980
- TRON (film score), synth, orq, 1981–2

### Càmera
- 3 estudis, fl, pf, electrònica, 1963–5
- Sonata, vc, pf, 1965–6
- Quartet de Corda, 1991
- Altres treballs, ens, pf, synth, electrònica

## Altres
Es una hàbil caçadora d'eclipsis. En la seua pàgina web es poden trobar moltes de les fotos que formen part de la seua col·lecció al voltant del món a partir de la dècada de 1970.

| « | Els eclipsis solars totals constitueixen una gran part de la meua vida, més del que m’agradaria admetre. Però aquells que han pogut observar aquests fenòmens naturals tant espectaculars, saben que no hi ha paraules que puguin expressar els increïbles moments observant una d'aquestes belleses. | » |
| — Wendy Carlos, CARLOS, Wendy. Font oficial d'informació en línia de Wendy Carlos, disponible a: http://www.wendycarlos.com/biog.html | |   |